# Beach volley ai XV Giochi del Mediterraneo
I tornei di Beach volley ai XV Giochi del Mediterraneo si svolgeranno presso lo Stadio di Beach Volley di El Palmeral. Il programma prevede l'assegnazione di due medaglie d'oro, una per il torneo maschile e una per quello femminile.

## Podi

### Uomini
| Evento                           | Oro                                  | Argento                                 | Bronzo                                            |
| Beach volley maschile (dettagli) | Italia Riccardo Lione Matteo Varnier | Spagna Alex Ortiz Vargas Raul Aro Perez | Spagna Jésus Manuel Ruiz Nunez Agusta Correa Hdez |

### Donne
| Evento                            | Oro                                    | Argento                                        | Bronzo                                |
| Beach volley femminile (dettagli) | Francia Morgane Faure Virginie Sarpaux | Spagna Catalina Pol Marti Julia Mandana Codina | Italia Gaia Cicola Margherita Reniero |

## Medagliere
| Posizione | Paese   |   |   |   | Totale |
| --------- | ------- | - | - | - | ------ |
| 1         | Italia  | 1 | 0 | 1 | 2      |
| 2         | Francia | 1 | 0 | 0 | 1      |
| 3         | Spagna  | 0 | 2 | 1 | 3      |
| Totale    | Totale  | 2 | 2 | 2 | 6      |